# Зоря Тігардена c
Зоря Тігардена c (також відома як Тігарден c, англ. Teegarden's Star c) — екзопланета-кандидат, знайдена на орбіті в придатній для життя зоні зорі Тігардена, червоної карликової зорі класу M, розташованої  на відстані 12,5 світлового року від Сонячної системи. Вона обертається в консервативній зоні проживання навколо своєї зорі. Разом із зорею Тігардена b це одна з найближчих відомих потенційно населених екзопланет.

## Відкриття
Вона була виявлена у червні 2019 року.

## Характеристики
Зоря Тігардена c є найвіддаленішою відомою планетою системою. Її орбітальний період становить 11,4 дня. Мінімальна маса планети дорівнює одній масі Землі, а її радіус, ймовірно, схожий на Землю, що свідчить про схожу на Землю структуру із залізним ядром і кам'янистою корою. На поверхні зорі Тігардена c потенційно можуть бути океани води або льоду через температуру.

## Придатність для проживання

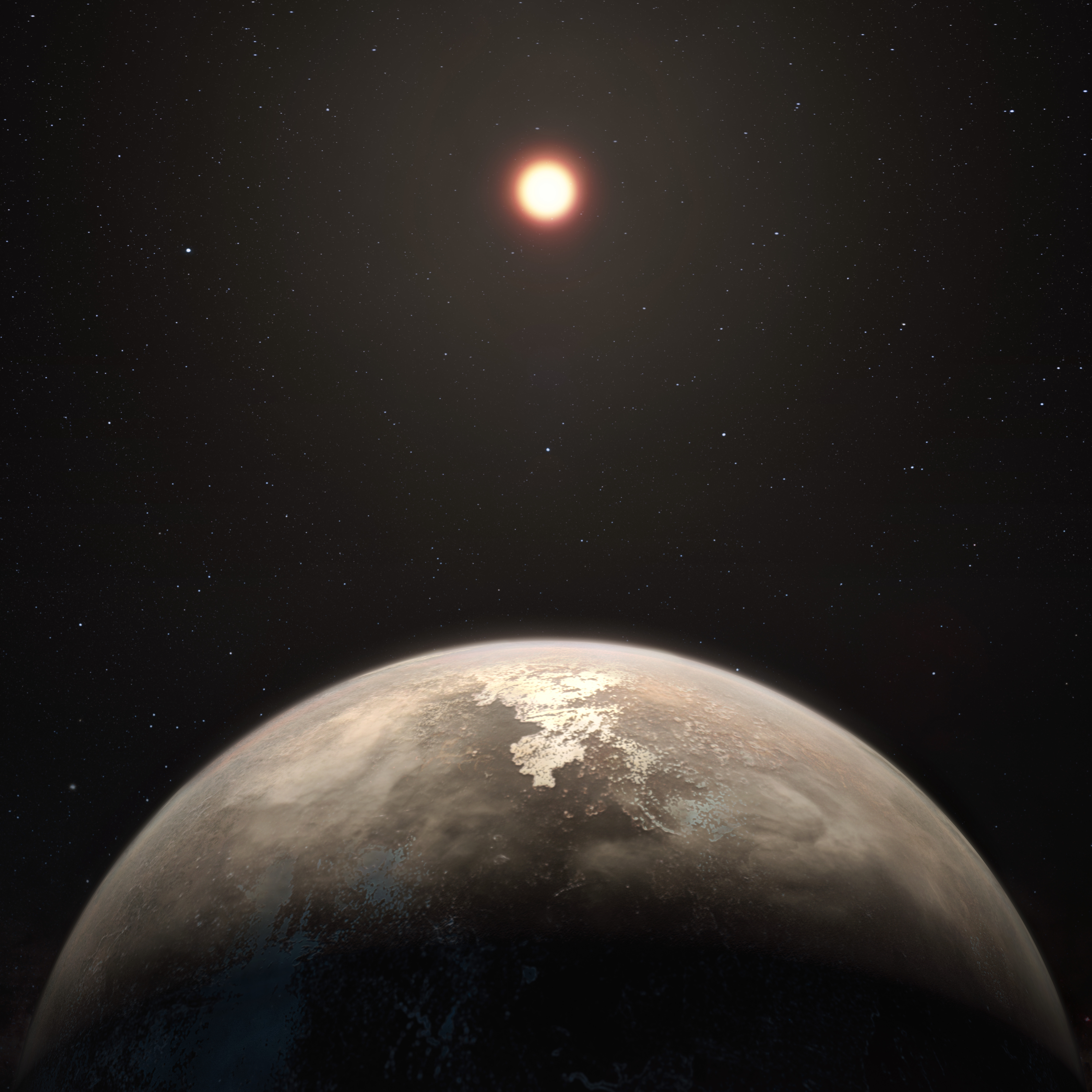
Росс 128, приклад тихого червоного карлика, здатного підтримувати придатні для життя планети

Орбіта зорі Тігардена c розміщена в консервативній зоні проживання. Рівноважна температура для планети −47 °C, але якщо планета має густу атмосферу, її поверхня може бути набагато теплішою. Рівноважна температура Землі −18 °C, але наша атмосфера підтримує температуру значно вище цієї.
Одним із позитивних факторів для проживання є його зоря. Більшість червоних карликів випромінюють сильні спалахи, які можуть знищити атмосферу та усунути придатність для життя. Хорошим прикладом є Kepler-438b, яка, ймовірно, непридатна для життя, оскільки її «сонце» є активною зорею. Іншим прикладом є Проксима Центавра, найближча до Сонця зоря. Зоря Тігардена неактивна й тиха, що робить планету, можливо, придатною для життя. Іншими тихими червоними карликами потенційно придатними для життя є Росс 128 і Зоря Лейтена.

## Головна зоря
Зоря Тігардена — це ультрахолодний червоний карлик із масою близько 9 % маси Сонця з температурою близько 2900 К. Низькі температури таких об'єктів пояснюють, чому його не виявили раніше, оскільки його видима зоряна величина становить лише 15,1 (і абсолютна величина 17,22). Як і більшість червоних і коричневих карликів, вона випромінює більшу частину енергії в інфрачервоному спектрі. Вона старіша ніж Сонце: її вік становить 8 мільярдів років.
ЇЇ виявили у 2003 році. Астрономи довгий час вважали, що багато невідкритих карликових зір існує в межах 20 світлових років від Землі, тому що дослідження зоряного населення показують, що кількість відомих поблизу карликових зір нижча, ніж очікувалося, і ці зорі тьмяні, і їх легко не помітити. Команда Тігардена вважала, що ці тьмяні зорі можна знайти шляхом аналізу даних деяких із величезних наборів даних оптичного огляду неба, зібраних різними програмами для інших цілей у попередні роки. Вони переглянули набір даних відстеження астероїдів NEAT і знайшли цю зорю. Пізніше її виявили також на фотопластинках, зроблених у 1951 році в рамках Паломарського огляду. Це відкриття є важливим, оскільки команда не мала прямого доступу до жодних телескопів і не включала професійних астрономів на момент відкриття.
Паралакс спочатку був виміряний як 0,43 ± 0,13 кутової секунди. Таким чином, відстань до неї становила б лише 7,50 світлових років, що зробило б Зорю Тігардена лише 3-ю за відстанню зоряною системою в порядку відстані від Сонця, займаючи місце між Зорею Барнарда та Вольф 359. Однак навіть у той час аномально низька світність (абсолютна зоряна величина становила б 18,5) і висока невизначеність у паралаксі свідчили про те, що вона насправді була дещо далі, хоча залишалася б одним із найближчих сусідів Сонця. Більш точне вимірювання паралаксу - 0,2593 кутової секунди - було зроблено Джорджем Гейтвудом (George Gatewood) у 2009 році, що дало прийняту зараз відстань у 12,578 св. р.